# Guillem II d'Anglaterra
Guillem II d'Anglaterra o Guillem el Roig (vers 1056 - 2 d'agost, 1100) era fill de Guillem el Conqueridor i heretà el Regne d'Anglaterra a la mort del seu pare el 1087. Governà fins a la seva mort l'any 1100.

## Família
Fou el tercer dels quatre fills mascles que tingueren Guillem I i Matilde de Flandes i nasqué al Ducat de Normandia que heretaria el seu germà gran Robert.
|  |                         |  |  |  |  |  |  |  |  |  |  |  |  |  |  |  |
|  | Ricard I de Normandia   |  |  |  |  |  |  |  |  |  |  |  |  |  |  |  |
|  |                         |  |  |  |  |  |  |  |  |  |  |  |  |  |  |  |
|  |                         |  |  |  |  |  |  |  |  |  |  |  |  |  |  |  |
|  | Ricard II de Normandia  |  |  |  |  |  |  |  |  |  |  |  |  |  |  |  |
|  |                         |  |  |  |  |  |  |  |  |  |  |  |  |  |  |  |
|  |                         |  |  |  |  |  |  |  |  |  |  |  |  |  |  |  |
|  | Gunnora                 |  |  |  |  |  |  |  |  |  |  |  |  |  |  |  |
|  |                         |  |  |  |  |  |  |  |  |  |  |  |  |  |  |  |
|  |                         |  |  |  |  |  |  |  |  |  |  |  |  |  |  |  |
|  | Robert I de Normandia   |  |  |  |  |  |  |  |  |  |  |  |  |  |  |  |
|  |                         |  |  |  |  |  |  |  |  |  |  |  |  |  |  |  |
|  |                         |  |  |  |  |  |  |  |  |  |  |  |  |  |  |  |
|  | Conan I de Bretanya     |  |  |  |  |  |  |  |  |  |  |  |  |  |  |  |
|  |                         |  |  |  |  |  |  |  |  |  |  |  |  |  |  |  |
|  |                         |  |  |  |  |  |  |  |  |  |  |  |  |  |  |  |
|  | Judit de Bretanya       |  |  |  |  |  |  |  |  |  |  |  |  |  |  |  |
|  |                         |  |  |  |  |  |  |  |  |  |  |  |  |  |  |  |
|  |                         |  |  |  |  |  |  |  |  |  |  |  |  |  |  |  |
|  | Ermengarda d'Anjou      |  |  |  |  |  |  |  |  |  |  |  |  |  |  |  |
|  |                         |  |  |  |  |  |  |  |  |  |  |  |  |  |  |  |
|  |                         |  |  |  |  |  |  |  |  |  |  |  |  |  |  |  |
|  | Guillem I d'Anglaterra  |  |  |  |  |  |  |  |  |  |  |  |  |  |  |  |
|  |                         |  |  |  |  |  |  |  |  |  |  |  |  |  |  |  |
|  |                         |  |  |  |  |  |  |  |  |  |  |  |  |  |  |  |
|  | Fulbert de Falaise      |  |  |  |  |  |  |  |  |  |  |  |  |  |  |  |
|  |                         |  |  |  |  |  |  |  |  |  |  |  |  |  |  |  |
|  |                         |  |  |  |  |  |  |  |  |  |  |  |  |  |  |  |
|  | Arlette de Falaise      |  |  |  |  |  |  |  |  |  |  |  |  |  |  |  |
|  |                         |  |  |  |  |  |  |  |  |  |  |  |  |  |  |  |
|  |                         |  |  |  |  |  |  |  |  |  |  |  |  |  |  |  |
|  | Guillem II d'Anglaterra |  |  |  |  |  |  |  |  |  |  |  |  |  |  |  |
|  |                         |  |  |  |  |  |  |  |  |  |  |  |  |  |  |  |
|  |                         |  |  |  |  |  |  |  |  |  |  |  |  |  |  |  |
|  | Balduí IV de Flandes    |  |  |  |  |  |  |  |  |  |  |  |  |  |  |  |
|  |                         |  |  |  |  |  |  |  |  |  |  |  |  |  |  |  |
|  |                         |  |  |  |  |  |  |  |  |  |  |  |  |  |  |  |
|  | Balduí V de Flandes     |  |  |  |  |  |  |  |  |  |  |  |  |  |  |  |
|  |                         |  |  |  |  |  |  |  |  |  |  |  |  |  |  |  |
|  |                         |  |  |  |  |  |  |  |  |  |  |  |  |  |  |  |
|  | Matilde de Flandes      |  |  |  |  |  |  |  |  |  |  |  |  |  |  |  |
|  |                         |  |  |  |  |  |  |  |  |  |  |  |  |  |  |  |
|  |                         |  |  |  |  |  |  |  |  |  |  |  |  |  |  |  |
|  | Hug Capet               |  |  |  |  |  |  |  |  |  |  |  |  |  |  |  |
|  |                         |  |  |  |  |  |  |  |  |  |  |  |  |  |  |  |
|  |                         |  |  |  |  |  |  |  |  |  |  |  |  |  |  |  |
|  | Robert II de França     |  |  |  |  |  |  |  |  |  |  |  |  |  |  |  |
|  |                         |  |  |  |  |  |  |  |  |  |  |  |  |  |  |  |
|  |                         |  |  |  |  |  |  |  |  |  |  |  |  |  |  |  |
|  | Adela de Flandes        |  |  |  |  |  |  |  |  |  |  |  |  |  |  |  |
|  |                         |  |  |  |  |  |  |  |  |  |  |  |  |  |  |  |
|  |                         |  |  |  |  |  |  |  |  |  |  |  |  |  |  |  |
|  | Constança d'Arle        |  |  |  |  |  |  |  |  |  |  |  |  |  |  |  |
|  |                         |  |  |  |  |  |  |  |  |  |  |  |  |  |  |  |
|  |                         |  |  |  |  |  |  |  |  |  |  |  |  |  |  |  |

Tot i que va morir passats els quaranta anys, Guillem II no es va casar mai i ni tampoc se li coneix cap fill bastard.

## Primers anys
Es desconeix la data de naixement de Guillem II, però nasqué entre els anys 1056 i 1060. La mort del seu germà Ricard l'any 1081 el situà en la línia successòria i acabà heretant el títol de rei d'Anglaterra l'any 1087 després que el seu pare repartís els seus territoris entre els seus dos fills majors. Amb tot, la relació entre els seus germans Robert i Enric mai foren bones. El cronista Orderic Vitalis relaciona aquesta mala relació amb el fet que Guillem i Enric tiraren al cap del seu germà major Robert un cubell d'aigua pudenta provocant un altercat entre els tres germans que obligà al rei Guillem a intervenir. Fos com fos, l'enemistat entre germans es traslladà al camp polític i militar després de la mort de Guillem I.
La divisió que Guillem I feu dels territoris comportà un greu dilema a la noblesa normanda de les dues bandes del Canal de la Mànega, ja que l'enemistat entre Guillem i el seu germà Robert els obligà a decantar-se a favor d'un i arriscar-se a perdre el favor de l'altre. Davant d'aquest problema, la noblesa decidí que la millor solució era unir Anglaterra i Normandia sota un únic governant, fet que els conduí a reconèixer Robert com a rei d'Anglaterra i sublevar-se contra Guillem II en l'anomenada rebel·lió del 1088 sota el comandament del bisbe Odó de Bayeux. Tanmateix, Guillem guanyà la simpatia del poble anglès amb plata i promeses de bon govern i derrotà els sublevats, assegurant d'aquesta manera la seva autoritat. La rebel·lió del 1088 i la implicació directa del seu germà Robert l'animaren a conquerir Normandia. L'any 1090 les forces de Guillem desembarcaren a Normandia i destrossaren els exèrcits del seu germà, obligant Robert a cedir una part de les seves terres. Els dos resolgueren les seves diferències i Guillem es comprometé a ajudar el seu germà en la recuperació de territoris conquerits per França, bàsicament Maine.

## Regnat
Les institucions reials anglonormandes que Guillem I implantà i Guillem II desenvolupà assoliren un grau d'eficàcia desconeguda fins llavors a Europa. El poder personal que el rei exercia a través d'una cancelleria lleial i eficaç permetia al rei penetrar fins a l'àmbit local. Aquesta administració afavorí de manera decisiva la unificació del regne. Amb tot, Guillem II es passà gran part del seu regnat barallant-se amb l'Església. Després de la mort de l'arquebisbe de Canterbury Lanfranc, endarrerí el nomenament d'un arquebisbe nou mentre s'apropiava d'ingressos eclesiàstics, fet que provocà la irritació papal. Guillem es va posar greument malalt i, creient que era un càstig diví per la seva conducta, nomenà el monjo benedictí Anselm de Bec (considerat el teòleg més important de la seva generació) nou arquebisbe de Canterbury.
Anselm de Bec, a diferència de Lanfranc, fou un ferm seguidor de la reforma gregoriana. Guillem i Anselm estigueren en desacord en multitud d'assumptes fet que provocà la convocatòria d'un consell a Rockingham el 1095 per part de Guillem amb la intenció de fer obeir Anselm de Bec; això no obstant l'arquebisbe apel·là a Roma. A l'octubre del 1097, Anselm de Bec s'exilià per portar el seu cas al papa Urbà II. Tanmateix Urbà II no li interessava crear-se nous enemics (l'emperador Enric IV del Sacre Imperi Romanogermànic donava suport a un antipapa) i a més havia signat un concordat amb Guillem II d'Anglaterra en què reconeixia el funcionament eclesiàstic anglonormand a canvi del seu reconeixement com a papa per part del rei anglès. Anselm de Bec no tornà a Anglaterra fins després de la mort de Guillem II.
Pel que fa a les relacions amb els seus veïns escocesos, el 1091 afrontà amb èxit una invasió del rei Malcolm III, al qual va sotmetre a vassallatge. Per assegurar millor la frontera, el 1092 feu construir el castell de Carlisle, que controlava Cumberland i Westmorland.
Guillem va fer dues incursions militars a Gal·les el 1097, de poca importància, però que el van fer decidir per augmentar la construcció de fortaleses.

## La seva mort

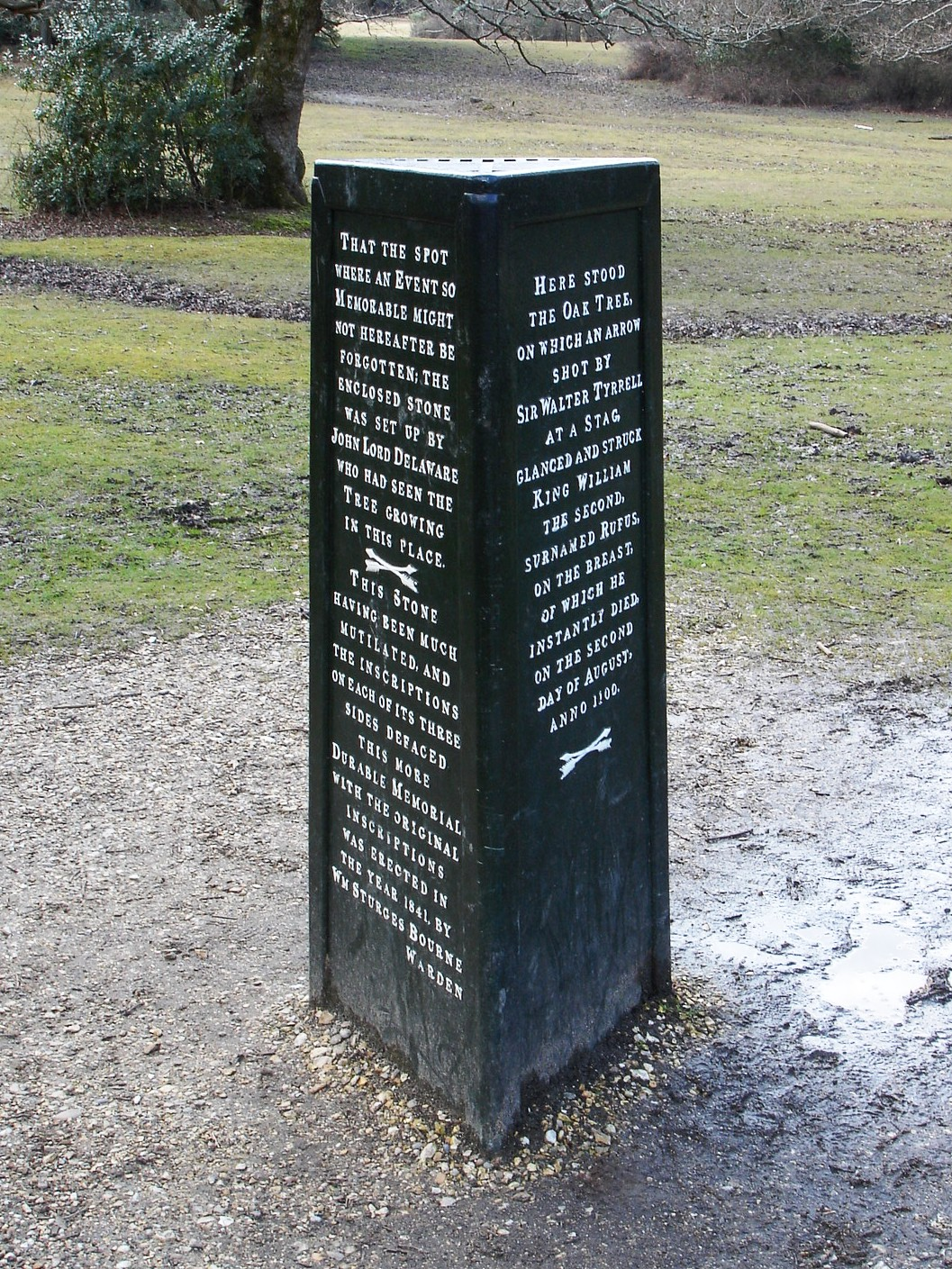
Monument situat al lloc on es trobà el cadàver de Guillem II

Potser l'esdeveniment més memorable en la vida de Guillem el Roig fou la seva mort, que ocorregué mentre caçava. Se suposa que una fletxa li travessà el cor, però les circumstàncies resulten confuses. L'última vegada que se'l veié amb vida fou quan se separà del seu grup mentre caçava al New Forest (Bosc Nou) i el seu cadàver seria trobat per uns camperols l'endemà. El cadàver havia estat abandonat al lloc on el trobaren perquè, en morir sense descendència, els nobles tingueren por de la destrucció del regne i marxaren cap a les seves possessions.
Alguns cronistes van explicar que la mort de Guillem II va ser un accident provocat pel seu amic i company de cacera Walter Tyrrel, que errà el tret i tocà el rei travessant-li el pit i provocant-li la mort. Segons el cronista Guillem de Malmesbury en la seva obra Crònica dels reis d'Anglaterra (1128), Walter Tyrrel hauria abandonat el cadàver per por a ser acusat d'assassinat. Tanmateix el suggeriment obvi és que un dels molts enemics de Guillem pugui haver estat el reposable de la seva mort. Fins i tot els cronistes del seu temps assenyalen que Walter era un arquer excel·lent, fet que fa improbable la hipòtesi d'un accident. S'ha de tenir en compte, a més a més, que el germà petit de Guillem, Enric, estigué present en la cacera i que es beneficià directament de la mort del seu germà, en ser coronat rei immediatament després. Amb tot, Walter Tyrrel es veié obligat a exiliar-se per la mort del rei, tot i que l'abat Suger jurà en la seva crònica que Walter no estava present en la zona del bosc on es trobà el cadàver del rei.
Curiosament la seva mort va passar al mateix lloc i en les mateixes circumstàncies que la del seu germà gran Ricard.